# Lambda (cząstka)
Cząstka Λ0 (lambda 0) – obojętny elektrycznie barion o dziwności −1 i izospinie 0 zbudowany z kwarków uds (ściślej {\displaystyle {\frac {1}{\sqrt {2}}}(ud-du)s}).
Jest najlżejszym hiperonem. Jej masa spoczynkowa wynosi 1115,683 ± 0,006 MeV, średni czas życia to (2,632 ± 0,020)×10−10 s, a spin = 1/2. Odkryta w 1947 r.
Skład kwarkowy jest taki sam jak w hiperonie Σ zero – różnica polega na innym ustawieniu spinów kwarków.
Istnieją też stany wzbudzone oraz bariony {\displaystyle \Lambda _{c}^{+}} i {\displaystyle \Lambda _{b}^{0}.}